# Dasapura, Siruguppa
Dasapura là một làng thuộc tehsil Siruguppa, huyện Bellary, bang Karnataka, Ấn Độ.